# صهيل الجهات (فلم)
فيلم صهيل الجهات فيلم سينمائي سوري من إنتاج المؤسسة العامة للسينما في سوريا في العام 1993.